# CCTV-15
CCTV-15(CCTV-15 音乐, 중국어: 中国中央电视台音乐频道)은 중국중앙텔레비전의 텔레비전 채널 중 하나이다.